# كيمبرلي ديفيز
كيمبرلي ديفيز (بالإنجليزية: Kimberley Davies)‏ هي ممثلة أسترالية، ولدت في 20 فبراير 1973 في أستراليا.

## وصلات خارجية
- كيمبرلي ديفيز على موقع IMDb (الإنجليزية)
- كيمبرلي ديفيز على موقع ألو سيني (الفرنسية)
- كيمبرلي ديفيز على موقع ميوزك برينز (الإنجليزية)
- كيمبرلي ديفيز على موقع أول موفي (الإنجليزية)
- كيمبرلي ديفيز على موقع قاعدة بيانات الفيلم (الإنجليزية)
- كيمبرلي ديفيز على موقع كينوبويسك (الروسية)